# آتیی
آتیی (به فرانسوی: Attilly) یک کمون در فرانسه است که در انه واقع شده‌است.

## خصوصیات
آتیی ۱۱٫۸۱ کیلومترمربع مساحت و ۳۷۶ نفر جمعیت دارد و ۱۵۰ متر بالاتر از سطح دریا واقع شده‌است.

## نگارخانه

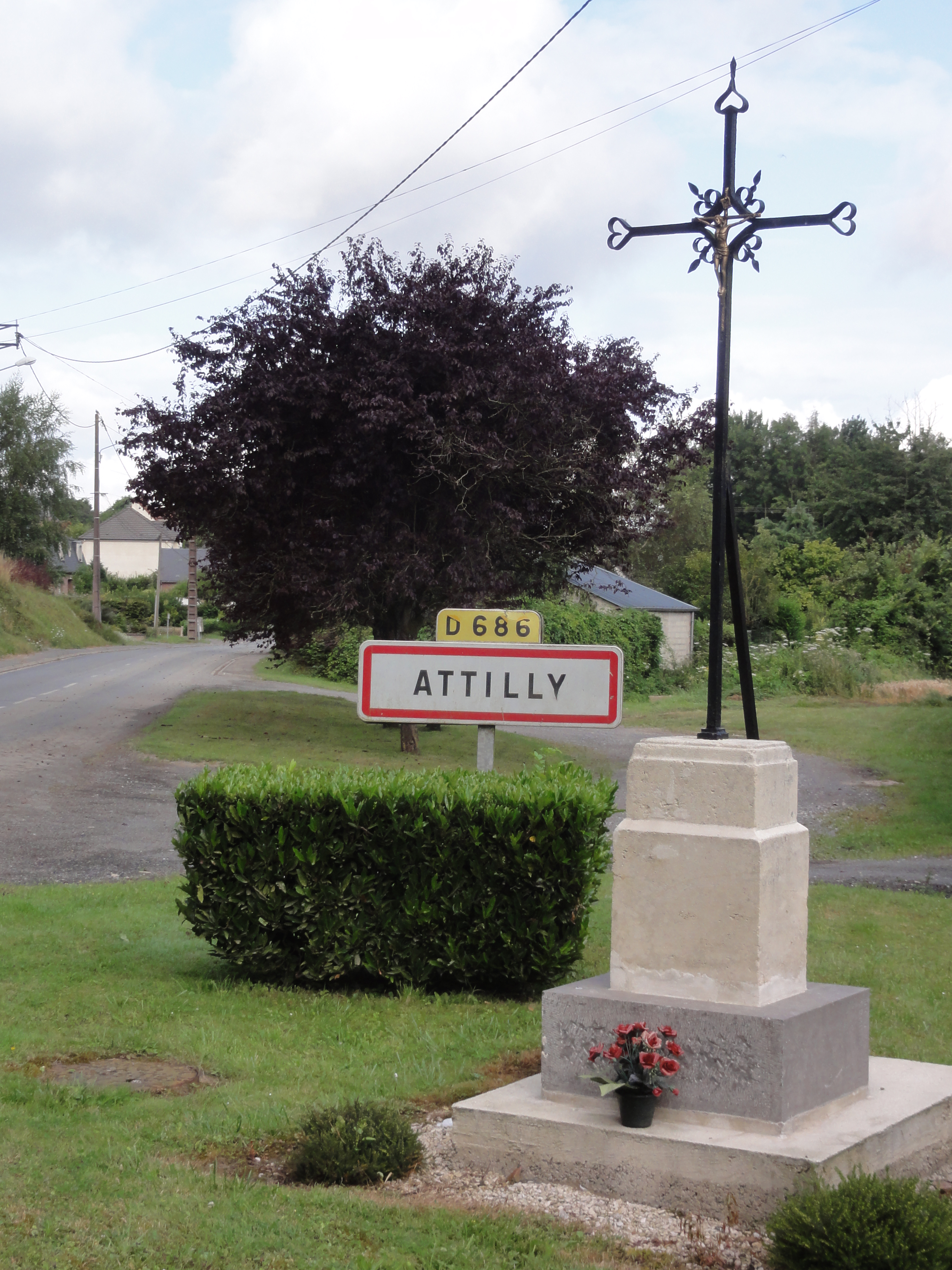
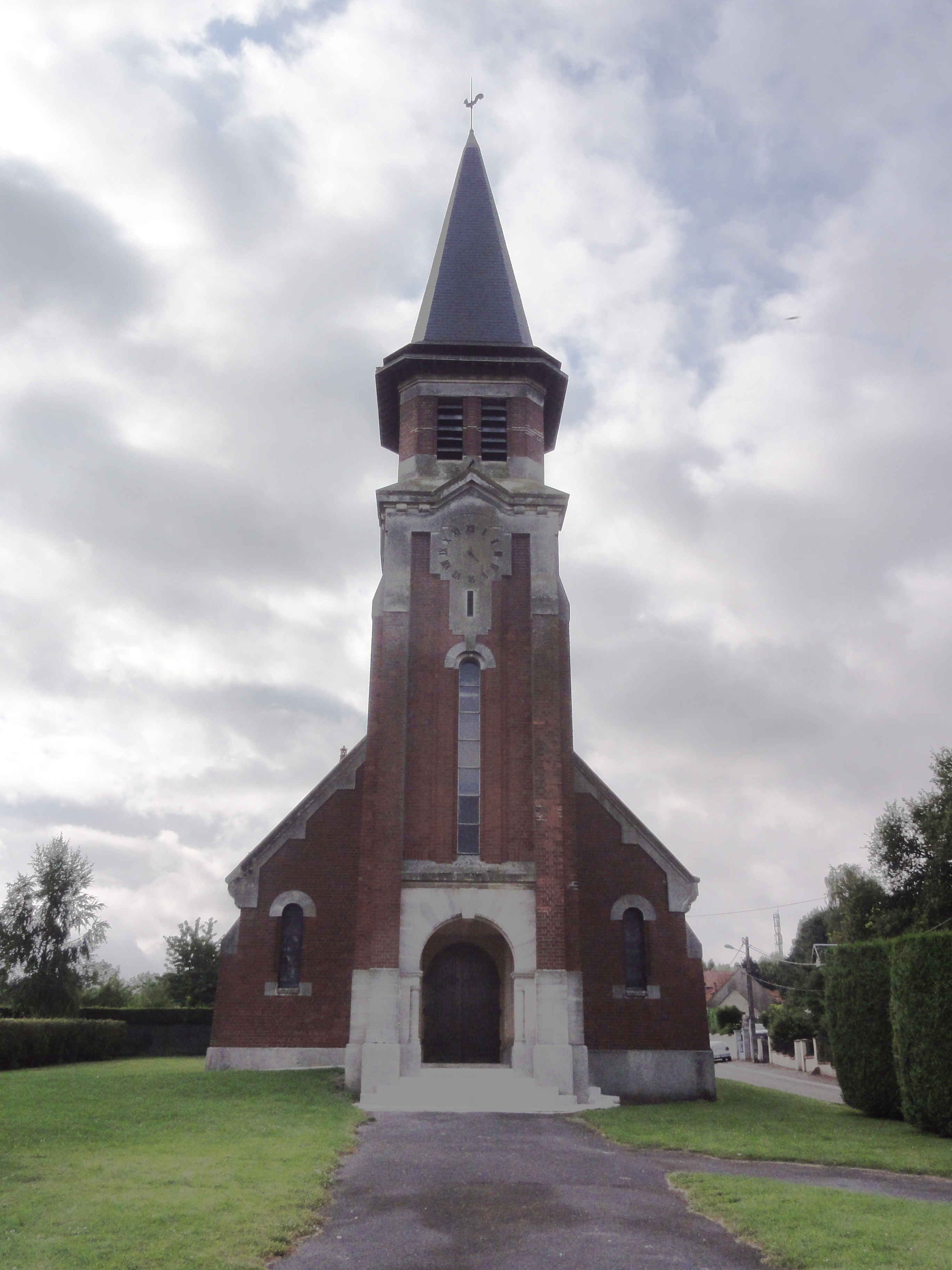
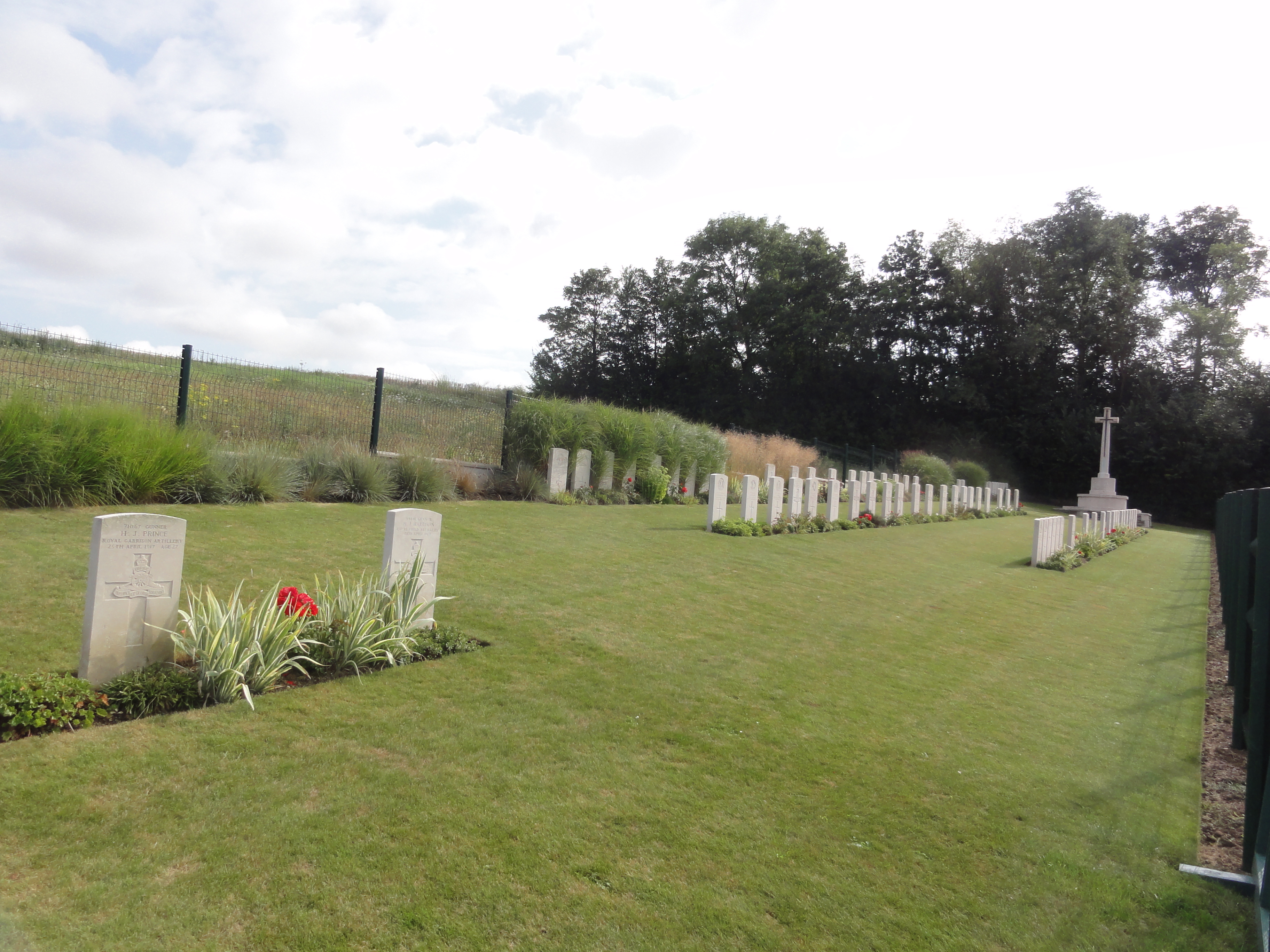
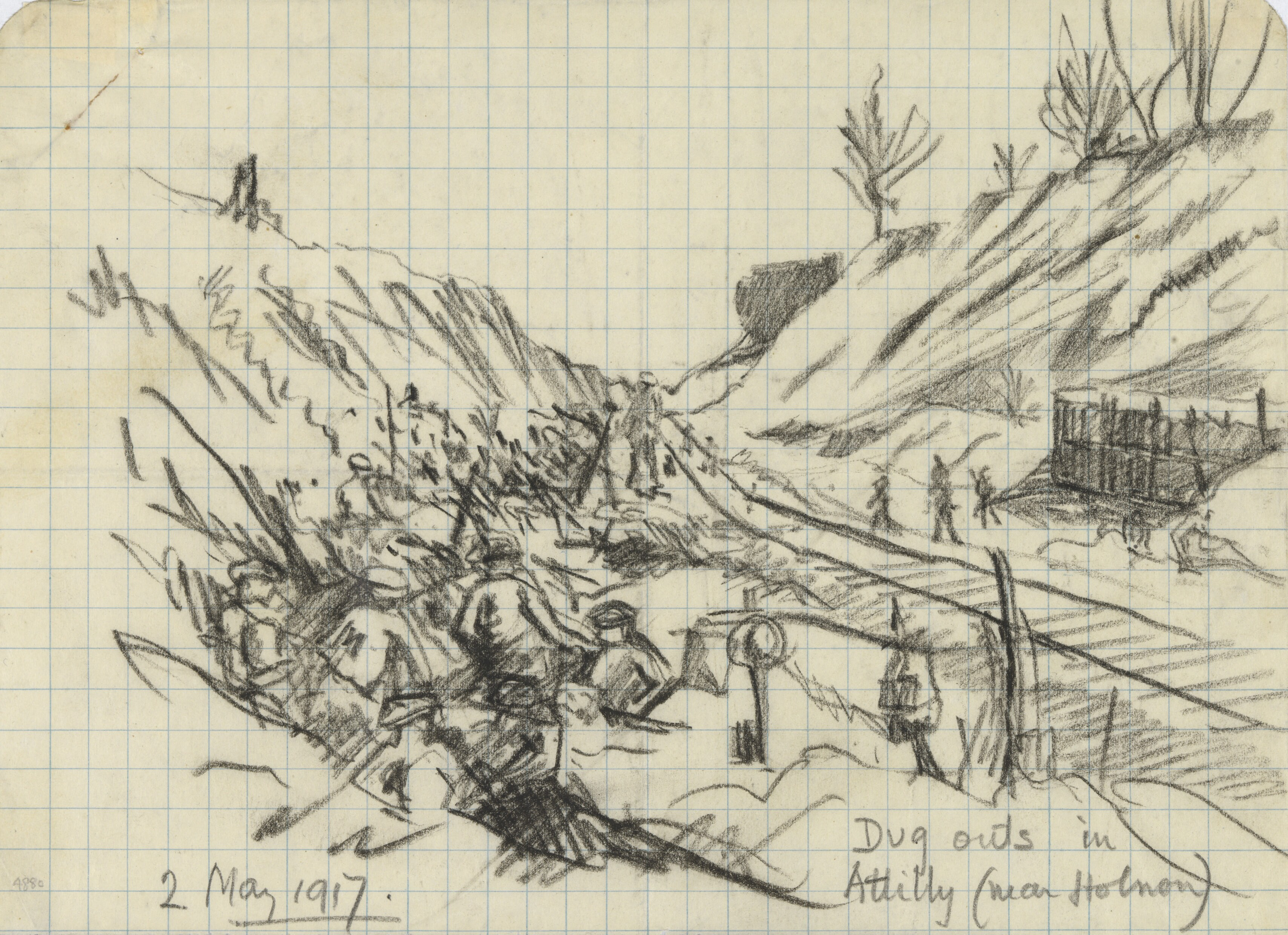
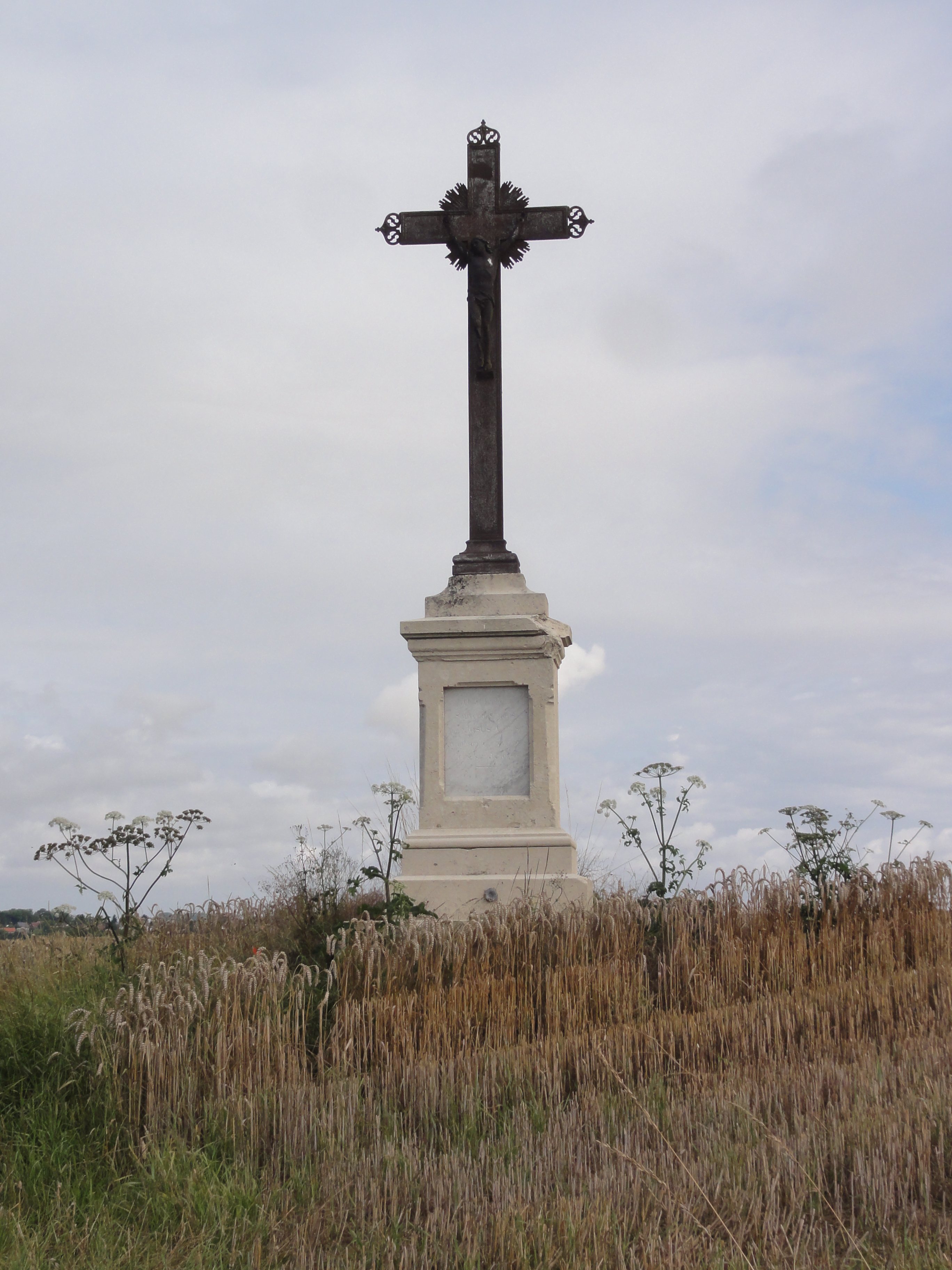
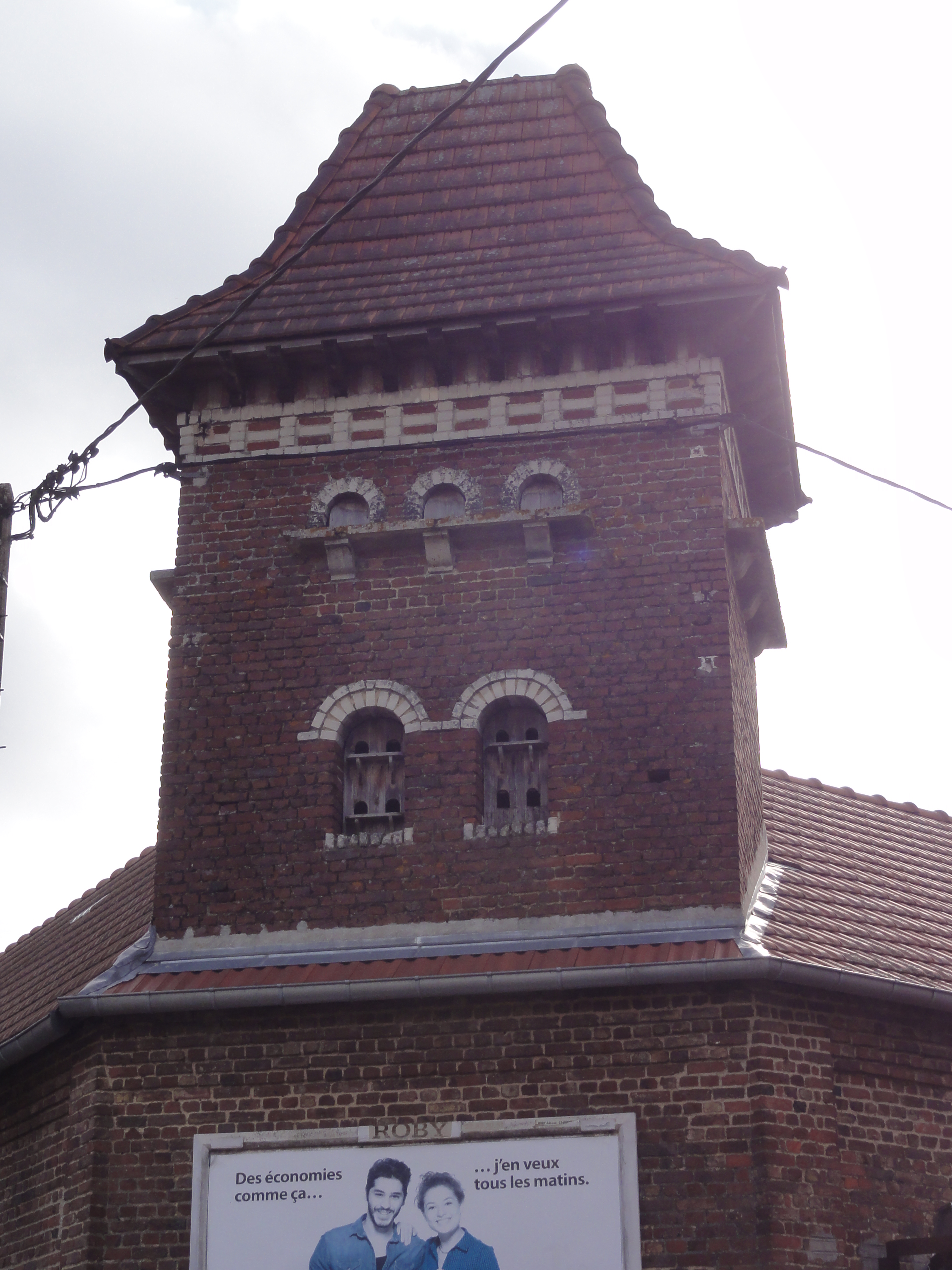